# Harumi Klossowska de Rola
Harumi Klossowska de Rola (Ginebra, 1973) es una diseñadora de joyas y escultora suiza. 

## Biografía
Es hija del pintor y maestro del surrealismo Balthus y su esposa Setsuko Ideta.
Pasó su infancia en Villa Médici, Roma, la residencia de la Academia Francesa, que en aquel momento dirigía su padre. En 1977, se mudaron al Grand Chalet en Rossinière, donde aún vive con su pareja, el fotógrafo Benoît Peverelli, sus dos hijos y su madre Setsuko.